# Fort Saskatchewan
Fort Saskatchewan é uma cidade da província canadense de Alberta. Localizado 25 km noroeste de Edmonton, a capital provincial, Fort Saskatchewan possui aproximadamente 13 mil habitantes. Fort Saskatchewan é reconhecida como a cidade natal da atriz Evangeline Lily, que interpreta Kate Austen de LOST.